# Seznam československých hráčů v NHL v sezóně 1992/1993
Toto je seznam hráčů Československa a jejich statistiky v sezóně 1992/1993 NHL.

| Tým                 | Věk | Hráč             | Post | Počet zápasů | Branky | Asistence | Body | Počet zápasů v play off | Branky v play off | Asistence v play off | Body v play off |
| ------------------- | --- | ---------------- | ---- | ------------ | ------ | --------- | ---- | ----------------------- | ----------------- | -------------------- | --------------- |
| Pittsburgh Penguins | 20  | Jaromír Jágr     | F    | 81           | 34     | 60        | 94   | 12                      | 5                 | 4                    | 9               |
| Calgary Flames      | 21  | Robert Reichel   | F    | 80           | 40     | 48        | 88   | 6                       | 2                 | 4                    | 6               |
| Washington Capitals | 26  | Michal Pivoňka   | F    | 69           | 21     | 53        | 74   | 6                       | 0                 | 2                    | 2               |
| Vancouver Canucks   | 21  | Petr Nedvěd      | F    | 84           | 38     | 33        | 71   | 12                      | 2                 | 3                    | 5               |
| Edmonton Oilers     | 28  | Petr Klíma       | F    | 68           | 32     | 16        | 48   | Ne                      |                   |                      |                 |
| Quebec Nordiques    | 21  | Martin Ručinský  | F    | 77           | 18     | 30        | 48   | 6                       | 1                 | 1                    | 2               |
| Boston Bruins       | 29  | Vladimír Růžička | F    | 60           | 19     | 22        | 41   | Ne                      |                   |                      |                 |
| New Jersey Devils   | 21  | Bobby Holík      | F    | 61           | 20     | 19        | 39   | 5                       | 1                 | 1                    | 2               |
| Philadelphia Flyers | 23  | Josef Beránek    | F    | 66           | 15     | 18        | 33   | Ne                      |                   |                      |                 |
| Buffalo Sabres      | 22  | Richard Šmehlík  | D    | 80           | 4      | 27        | 31   | 8                       | 0                 | 4                    | 4               |
| Hartford Whalers    | 25  | Robert Kron      | F    | 45           | 14     | 13        | 27   | Ne                      |                   |                      |                 |
| Vancouver Canucks   | 21  | Jiří Šlégr       | D    | 41           | 4      | 22        | 26   | 5                       | 0                 | 3                    | 3               |
| Buffalo Sabres      | 26  | Petr Svoboda     | D    | 40           | 2      | 24        | 26   | Ne                      |                   |                      |                 |
| New York Islanders  | 26  | David Volek      | F    | 56           | 8      | 13        | 21   | 10                      | 4                 | 1                    | 5               |
| Tampa Bay Lightning | 18  | Roman Hamrlík    | D    | 67           | 6      | 15        | 21   | Ne                      |                   |                      |                 |
| Chicago Blackhawks  | 24  | František Kučera | D    | 71           | 5      | 14        | 19   | Ne                      |                   |                      |                 |
| Calgary Flames      | 28  | František Musil  | D    | 80           | 6      | 10        | 16   | 6                       | 1                 | 1                    | 2               |
| Pittsburgh Penguins | 20  | Martin Straka    | F    | 42           | 3      | 13        | 16   | 11                      | 2                 | 1                    | 3               |
| Ottawa Senators     | 30  | Tomáš Jelínek    | F    | 49           | 7      | 6         | 13   | Ne                      |                   |                      |                 |
| Edmonton Oilers     | 20  | Vladimír Vůjtek  | F    | 30           | 1      | 10        | 11   | Ne                      |                   |                      |                 |
| Los Angeles Kings   | 22  | Robert Lang      | F    | 11           | 0      | 5         | 5    | Ne                      |                   |                      |                 |
| San Jose Sharks     | 24  | Jaroslav Otevřel | F    | 7            | 0      | 2         | 2    | Ne                      |                   |                      |                 |
| Chicago Blackhawks  | 23  | Milan Tichý      | D    | 13           | 0      | 1         | 1    | Ne                      |                   |                      |                 |
| Buffalo Sabres      | 27  | Dominik Hašek    | G    | 28           | 0      | 0         | 0    | 1                       | 0                 | 0                    | 0               |
| Ottawa Senators     | 18  | Radek Hamr       | D    | 4            | 0      | 0         | 0    | Ne                      |                   |                      |                 |

- F = Útočník
- D = Obránce
- G = Brankář